# Neglasari (Cisompet)
Neglasari is een bestuurslaag in het regentschap Garut van de provincie West-Java, Indonesië. Neglasari telt 5377 inwoners (volkstelling 2010).